# Lachryma
Lachryma is een geslacht van weekdieren uit de klasse van de Gastropoda (slakken).

## Soorten

### Synoniemen
- Lachryma bisinventa Iredale, 1931 => Alaerato bisinventa (Iredale, 1931)
- Lachryma pura Kuroda & Habe, 1971 => Sulcerato pellucida (Reeve, 1865)